# 菩提院
菩提院（ぼだいいん）は、香川県綾歌郡綾川町にある寺院。宗派は真言宗御室派、本尊は阿弥陀如来立像で、新四国曼荼羅霊場第12番札所。
御詠歌：ごくらくの　みだのちかひに　さそわれて　ぼだいのてらに　くるぞうれしき

## 概要・歴史
天平元年（729年）行基がこの地に来て浄地を選び伽藍を建立し、人々に仏法を解き済度したのが起源で、後に弘仁13年（822年）空海がこの伽藍に来て秘密灌頂の道場として結縁灌頂を開いた。貴賤男女がみな菩提を求め参集したので菩提院と名付けられた。
仁和年（885-888年）菅公任国中滝宮の官舎に最も近い景勝地だというので毎月当寺に詣でたと云われている。往時は近辺では希な大伽藍で十万坪以上の伽藍であったという。
裏山にミニ八十八箇所があり、約15分で参拝できる。

## 交通案内
鉄道
- 高松琴平電気鉄道琴平線 滝宮駅よりタクシーで約5分。

## 前後の札所
新四国曼荼羅霊場
11番 田村神社-- 12番 菩提院 -- 13番 鷲峰寺